# 태양을 쏴라
"태양을 쏴라"는 2015년에 개봉한 대한민국의 영화이다.

## 캐스팅
- 강지환 : 존 역
- 윤진서 : 사라 역
- 박정민 : 첸 역
- 안석환 : 보스 역